# Кул, Молли
Молли Кул (англ. Molly Kool, 23 февраля 1916 года, Алма, Нью-Брансуик, Канада — 25 февраля 2009 года, Бангор, Мэн, США) — первый лицензированный капитан-женщина в Северной Америке и второй в мире.

## Биография
Миртл Кул родилась 23 февраля 1916 года в маленькой рыбацкой деревне Алма в заливе Фанди, Канада. Её родители - Миртл Андерсон и Пол Кул. Она была вторым ребёнком из пяти. Её отец, голландский рыболов, переехавший в Канаду в 1912 году, часто брал Кул летом на воду. После окончания школы она работала на полный день моряком на шхуне отца.
Миртл Кул подала документы в Торговый морской институт в Сент-Джоне (Нью-Брансуик). Несмотря на то, что изначально ей было отказано в приёме, Миртл удалось переубедить комиссию и получить сертификат первого помощника капитана. Она была первой женщиной, обучавшейся в институте. В 1939 году Торговом морском институте в Ярмуте (Новая Шотландия) Кул получила сертификат прибрежного лоцмана и капитана, после трёхлетнего ожидания допуска к экзаменам. Миртл официально сменила имя на Молли в 1940-х годах.
Когда отец Молли Кул заболел, она стала капитаном его судна. Пять лет Кул перевозила умбру, гипс и другие товары в заливах Фанди и Мэн. Несмотря на первоначальное недовольство моряков женским руководством, капитану Молли удалось завоевать уважение команды. Карьера Молли Кул резко оборвалась в 1944 году, когда взрыв газа и пожар уничтожили её корабль. Она первоначально хотела вернуться в море, но вышла замуж за Рэя Блэйсдела, они поселились в Мэне. Молли много лет продавала швейные машинки Зингер. В начале 1960-х годов умер мистер Блэйсдел, затем Молли Кул вышла замуж за Джона Карни.
Профессия Молли Кул вызвала интерес к её жизни. Она выступала на радио и часто появлялась в канадской прессе. В 2006 году она была официально признана канадским правительством первым капитаном-женщиной. Молли Кул умерла в 2009 году.